# 김재현 (뮤지컬 배우)
김재현(1995년 2월 2일 ~ )은 대한민국의 뮤지컬 배우다.

## 방송
- 더블 캐스팅 (2020) - Top24

## 공연
- 태화강
- 마술피리 - 코러스
- 라트라비아타 - 도비니 후작 역
- 벤허 (2019)
- 웃는 남자 (2020)
- 모차르트! (2020)
- 드라큘라 (2021)
- 지킬앤하이트 (2021)
- 영웅 (2022)